# عبد العزيز بن تركي بن سعود الكبير آل سعود
الأمير عبد العزيز بن تركي بن سعود الكبير بن عبد العزيز بن سعود آل سعود ، من مواليد عام 1983م، درس وأكمل تعليمه في مدينة الرياض. ويعتبر الأمير عبد العزيز من ابرز أبناء جيله من الأمراء حيث أشتهربإقامة ورعاية المهرجانات لمزاين الابل. والدته هي الجوهرة بنت محمد بن عواد الصخابرة الدوسري. تعرض بمحافظة رماح إلى حادث مروري مروع، أصيب على إثره بكسر في اليد ورضوض متفرقة بالجسم، وكان برفقته خاله سعود بن محمد بن عواد الصخابره الدوسري الذي لقي حتفه في الحادث نسخة محفوظة 14 مايو 2020 على موقع واي باك مشين.. وحصل الحادث بتاريخ 18 نوفمبر 2010 م.

## اخوته
- سعود بن تركي بن سعود الكبير
- الجوهرة بنت تركي بن سعود الكبير
- فيصل بن تركي بن سعود الكبير
- محمد بن تركي بن سعود الكبير
- سلطان بن تركي بن سعود الكبير (متوفي يوم الجمعة 12 شوال 1435 هـ - 8 أغسطس 2014م).صلي عليه في جامع الإمام تركي بن عبد الله في مدينة الرياض، وأم المصلين مفتي عام السعودية عبد العزيز بن عبد الله آل الشيخ.[5]
- مها بنت تركي بن سعود الكبير
- نوف بنت تركي بن سعود الكبير
- عبير بنت تركي بن سعود الكبير
- موضي بن تركي بن سعود الكبير
- منيرة بنت تركي بن سعود الكبير
- مشاعل بنت تركي بن سعود الكبير
- فهد بن تركي بن سعود الكبير (متوفي عام 2002م) عن عمر يناهز 25 عاما نتيجة العطش الشديد أثناء رحلة في الصحراء قرب محافظة رماح.[6]
- الجوهرة بنت تركي بن سعود الكبير
- عبد العزيزبن تركي بن سعود الكبير
- مضاوي بن تركي بن سعود الكبير

## الأسرة والأبناء
متزوج من الأميرة وضحى بنت سعود بن محمد بن عواد الصخابرة الدوسري، وأنجب منها الجوهرة ونوف وأشواق.